# Lysychovo
Lysychovo (en ucraniano: Лисичово) es un pueblo del raión de Júst, en la óblast de Transcarpatia, al oeste de Ucrania. Está ubicado a orillas del río Lysychanka.

## Nombre
Lysychovo es conocido desde el año 1389 con el nombre de «Liszica». Posteriormente, en 1465 se menciona como «Liszicza», en 1466 como «Lissica». En 1517 aparece el nombre «Rawasmezew», y en 1662 — «Ravaszmező». Hasta 1918, el pueblo se llamaba «Rókamező». En 1995, el nombre fue cambiado oficialmente a «Lysychovo» según el registro oficial ucraniano.

## Geografía
El pueblo se extiende a lo largo de las orillas del río Lysychianka, afluente del río Borzhava.
Lysychovo está ubicado a 45 km del centro del raión, la ciudad de Júst, y a 30 km de la estación de tren más cercana — Svaliava.

### Clima
El clima en Lysychovo es clima continental húmedo, favorable para la horticultura y el cultivo de uva. Está influenciado por la protección natural de la cordillera Polonina Borzhava, que bloquea los vientos fríos del norte. Es característico el otoño prolongado, aunque en noviembre suelen presentarse heladas. El invierno coincide con la duración del calendario, con algunos deshielos cortos; cada año se forma una capa de nieve. La primavera suele llegar temprano debido a los vientos cálidos provenientes de la llanura de la Cuenca Pannoniana.
La temperatura media anual del aire es de 7 °C; la más baja es en enero (−4,7 °C) y la más alta en julio (17,6 °C). En promedio, caen 1280 mm de precipitación al año, siendo febrero el mes más seco y julio el más lluvioso.

## Historia
Según fuentes de 1862, en el pueblo había 166 casas y vivían 850 rusinos.
Según el censo de 1910, Lysychovo tenía 1733 habitantes: 1563 rusinos, 80 suabos (alemanes) y 28 húngaros. Había 1562 greco-católicos, 98 católicos romanos y 69 judíos.
Tras las malas cosechas de 1930 y 1931, unas 200 familias campesinas pasaron hambre y unas 200 personas emigraron.
El 23 de octubre de 1944, las tropas soviéticas liberaron Lysychovo de la ocupación alemana. 86 residentes se unieron al Ejército Rojo, de los cuales 28 murieron en el frente. En 1967, se erigió un monumento en honor a los soldados soviéticos y a los caídos locales en la Segunda Guerra Mundial. A pesar de la descomunización, las autoridades locales se negaron a desmontar el monumento al soldado soviético y decidieron «ucranizarlo», equiparando a los caídos del Ejército Rojo con los soldados de las Fuerzas Armadas de Ucrania que murieron durante la Guerra ruso-ucraniana (desde 2014).

## Curiosidades
- Según la revista húngara «Caza y competición» de 1886 (Plantilla:Iw, año 30, número 11), en 1885 en las propiedades del castillo de Dolha y Rókamező del conde de la Plantilla:Iw se cazaron[5]

- El 10 de diciembre de 1914, en el paso montañoso Pryslip tuvo lugar una batalla entre el Plantilla:Iw de la Plantilla:Iw y tropas del Imperio ruso.[6][7]

- El pueblo de Lysychevo se menciona en la novela «Noche larga» (Dlouhá noc) de Jan Drozd.

- En enero de 1934 tuvo lugar una huelga de leñadores en Lysychevo, Dolha y Kushnytsia. Protestaban por el aumento de salario, que no superaba las 10 coronas diarias.[8]

- En las elecciones al Sóim de la Ucrania Cárpata del 12 de febrero de 1939, 955 votantes del pueblo apoyaron a la UNO.[9][10]

- El 27 de junio de 1947, partisanos de la UPA de la unidad "Grullas" destruyeron la central telefónica del pueblo y desarmaron a dos trabajadores.[11]

- En 1947, se instaló una Central hidroeléctrica en la Hamora, que iluminaba el 70 % de las viviendas del pueblo por la noche. La estación funcionó hasta 1963.[12]

- En enero de 1984, la milicia intentó dispersar a los cantantes de villancicos en Lysychevo. Los jóvenes golpearon a los agentes y empujaron sus vehículos a una zanja.[13]

## Lugares turísticos
- Forja hidráulica en funcionamiento «Hamora»
- Iglesia de San Juan Pablo II (2017)
- Iglesia de San Miguel Arcángel (1927)
- Iglesia de San Miguel Arcángel (1999)
- Fuente de agua mineral «Trosna»
- Río Lysychanka
- Monte Sova - 561,6 m
- Paso montañoso Pryslip - 937,6 m
- Lago Repynne
- Monte Kuk - 1361 m